# Borszéky Frigyes

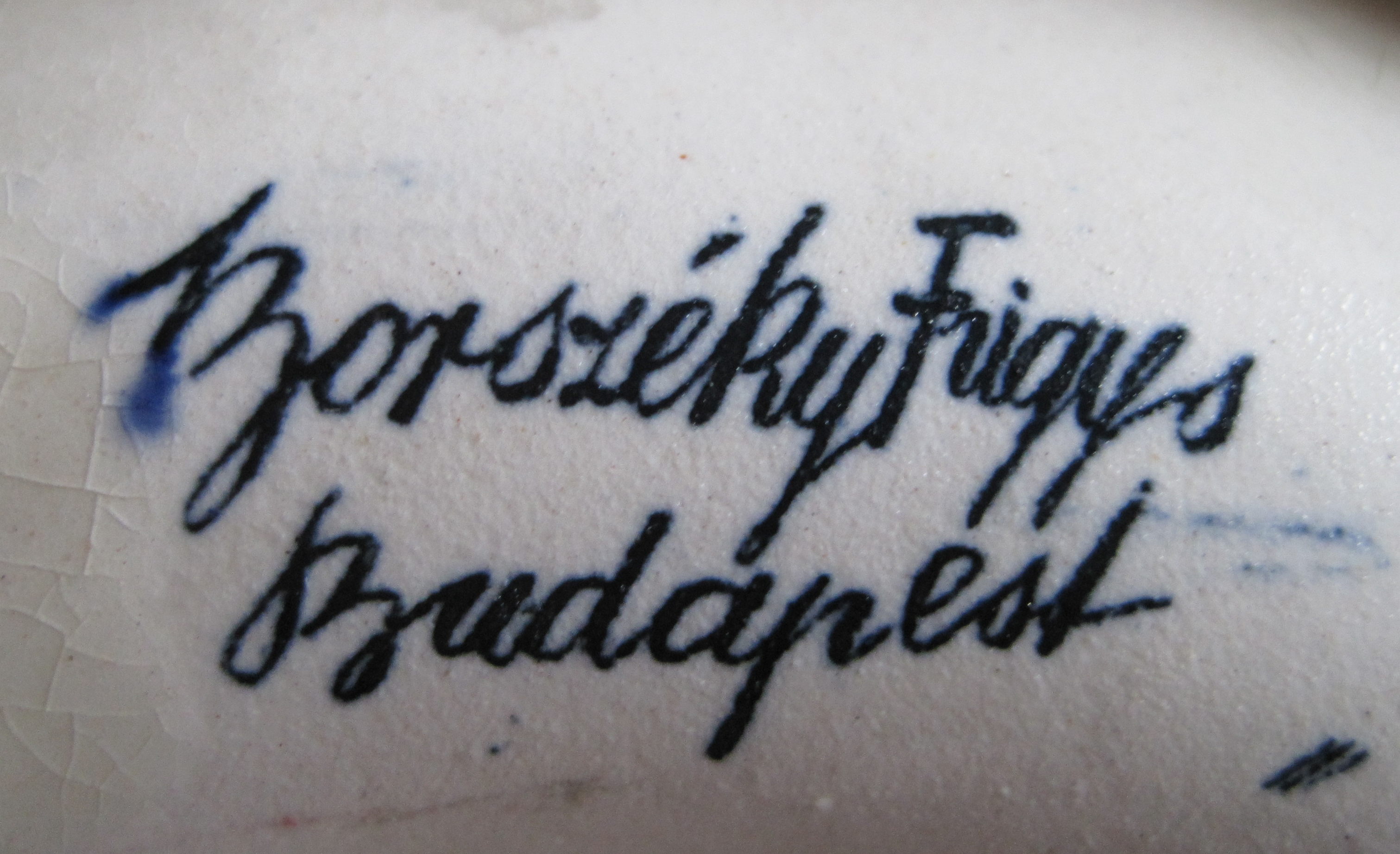
Borszéky Frigyes kerámiajelzése

Borszéky Frigyes (Megyaszó, 1880. március 5. – Budapest, 1955. április 15.) magyar festőművész, iparművész, keramikus.

## Élete, munkássága
A Zemplén vármegyei Megyaszó községben született 1880-ban Borszéky (szül. Weinstein) Soma orvos és Márkusz Ilona fiaként. 1899–1903 között a budapesti Mintarajztanodában végezte tanulmányait festőművész növendékként, Balló Ede (1859–1936) tanítványaként, majd Hollósy Simon müncheni magániskolájában tanult. Tanulmányutakat tett Hollandiában és Londonban is. Festményeit 1904-ben állította ki először. 1912-ben Budapesten házasságot kötött Fischer Jolánnal, Fischer Mór és Weinberger Cecília lányával.
1915-ben felhagyott a festőművészettel, 1916-tól csak keramikusként működött tovább. Kezdetben inkább csak kerámiafestéssel foglalkozott, ehhez főleg cseh és magyar gyáraktól szerzett be fehér kerámia árukat.
1921-ben saját vállalkozásba fogott, Pesterzsébeten, az Előd utca 35–37. szám alatt megalapította saját kerámia tervező és készítő üzemét, Borszéky Frigyes Magyar Művészeti Kerámia Műhely név alatt. Kezdetben fajanszfigurákat és vázákat, később már saját tervezésű, mázalatti festéssel díszített kőedényeket, érdekes mintákkal festett porcelántárgyakat készített. Műveiből több kiállítást rendezett (így pl. 1915-ben a budapesti Ernst Múzeumban). Műveit külföldön is megismerték és kedvelték.
Munkássága az art déco iskolához sorolható. Munkáinak stílusa Karl Klimt és Ernst Wahlis bécsi művészek Serapis-fajanszaihoz állt közel. Finoman festett, választékos színvilágú kerámia tárgyai az akadémikus stílus és az értékes magyar hagyományokra épülő stílus határán mozognak.
Borszéky kerámiakészítő üzeme 1925-ben, a válságos magyar gazdasági helyzetben csődbe jutott. Kerámiaművészi pályafutása ezzel lezárult. Életének későbbi szakaszáról keveset tudunk. 1955-ben hunyt el Budapesten.
Néhány művét az Iparművészeti Múzeum, az Ernst Múzeum és a Kiscelli Múzeum őrzi, sok általa készített tárgy magántulajdonba került. Önarcképe a pécsi Janus Pannonius Múzeum gyűjteményében található. A 2005-ös Budapesti Tavaszi Fesztivál alkalmából az Ernst Múzeum emlékkiállítást rendezett az art déco korszak több elfeledett magyar művészének, köztük Borszéky Frigyesnek munkáiból.